# Thaumoctopus mimicus
Bạch tuộc biến hình hay bạch tuộc bắt chước (Danh pháp khoa học: Thaumoctopus mimicus) là một loài bạch tuộc được tìm thấy từ thập niên 1998 ngoài khơi vùng biển Indonesia và ở rạn san hô Great Barrier. 

## Đặc điểm
Chúng được phát hiện có khả năng thay hình đổi dạng trong tích tắc, Chúng có thể tùy ý thay đổi hình dạng, màu sắc cho đến kết cấu da để giả dạng thành sinh vật biển độc hại như rắn biển, cá thờn bơn hoặc cá sư tử để tự bảo vệ và hù dọa các loài động vật ăn thịt khác. Chúng thông minh đến độ có thể quyết định loài động vật thích hợp nhất để giả danh trong các tình huống nguy hiểm bất kỳ dựa trên những mối đe dọa mà chúng gặp phải.